# Emblyna pinalia
Emblyna pinalia là một loài nhện trong họ Dictynidae.
Loài này thuộc chi Emblyna. Emblyna pinalia được Ralph Vary Chamberlin & Willis J. Gertsch miêu tả năm 1958.